# ساتوشی یونیاما
ساتوشی یونیاما (ژاپنی: 米山 智؛ زادهٔ ۲۷ ژوئن ۱۹۷۴) یک بازیکن فوتبال اهل ژاپن است.
از باشگاه‌هایی که در آن بازی کرده‌است می‌توان به باشگاه فوتبال یوکوهاما فلگلز اشاره کرد.